# Dolan és a Cadillac (film)
A Dolan és a Cadillac egy 2009-ben készült thriller Wes Bentley, Christian Slater és Emmanuelle Vaugier főszereplésével.  A film az 1993-ban Stephen King által  írt Rémálmok és lidércek című novelláskötetében megjelent, Dolan és  a Cadillac című novellának a feldolgozásán alapszik. A film egyik főszereplője Jimmy Dolan, aki prostituáltak futtatásából tartja el magát. Üzleti útjaira luxus Cadillacjével jár, ami valójában egy páncélozott erőd. Velejéig romlott gazember, akinek nem számít semmit az emberélet. Bárkit megöl, ha az keresztezi  az útját, legyen az prostituált, konkurens bűnöző vagy egy ártatlan ember. Nem sokan mernek vele ujjat húzni, de Elizabeth mégis szembeszáll vele, mikor szemtanúja lesz a Dolan és az embercsempészek közötti leszámolásnak. A férfi hideg vérrel megöleti a lányt, hogy ne tanúskodhasson ellene. Elizabeth férje, Tom bosszút esküszik Dolan ellen, a filmben a két férfi egymás elleni harcát követhetjük végig.

## Szereplők
| Szereplő           | Színész            | Magyar szinkron |
| ------------------ | ------------------ | --------------- |
| Jimmy Dolan        | Christian Slater   | Varga Gábor     |
| Elizabeth Robinson | Emmanuelle Vaugier | Bognár Anna     |
| Tom Robinson       | Wes Bentley        | Simon Kornél    |
| Chief              | Greg Bryk          | Magyar Bálint   |
| Roman              | Aidan Devine       | Juhász György   |
| Fletcher           | Al Sapienza        | Megyeri János   |
| Delta              | Karen LeBlanc      |                 |
| Pedro              | Cory Generoux      |                 |
| Jun Li             | Vivian Ng          |                 |
| Jose               | Patrick Bird       |                 |
| Tink               | Eugene Clark       |                 |

## Cselekmény
|  | Alább a cselekmény részletei következnek! |

Elizabeth és Tom középiskolai tanárok egy mexikói határ közelében lévő kisvárosban. Elizabeth egyik nap egyedül lovagol ki a határ közeli zónában,  ahol embercsempészekre bukkan. Épp a becsempészett prostituáltakról tárgyalnak, de az üzlet meghiúsul és Dolan és az emberei összevesznek  az embercsempészekkel, és megölik őket. Elizabeth szemtanúja volt a leszámolásnak, hívni szeretné a rendőrséget de észreveszik és az élete veszélybe kerül. Elizabeth hazamenekül, és férjével együtt feljelentést tesznek  a rendőrségen, de a seriff szerint embercsempészek közötti leszámolás mindennapi. Mikor hazamennek az ágyukban egy halott mexikói prostituáltat találnak, akinek cérnával összevarrták a száját, s így üzennek nekik, hogy hallgassanak. De Tomék nem ijednek meg és a szövetségiekhez fordulnak, ahol tájékoztatják őket, hogy a korábbi tanúkat Dolan megölette, de Elizabeth így is szeretne tanúskodni. A nyomozó beveszi őket a tanúvédelmi programba. 

Elizabeth élete megváltozik mikor szemtanúja lesz a gyilkosságnak

Dolan kínai és ukrán embercsempészekkel is üzletel, akikkel szintén olyan üzleteket köt, ami főleg neki előnyös. Két hónap elteltével Dolannek sikerül megtudnia, hol rejtőznek Tomék. Elizabeth egyik este rosszul lesz, és terhességi tesztért lerohan a patikába. Mikor Tom észreveszi a lány eltűnését, azonnal utána rohan, de sajnos későn ér oda, és csak a lány halálát látja. Tom felesége elvesztése után lelkileg összetörik, és egyre nehezebben tud tanítani, alkoholba fojtja bánatát. Elhatározza, hogy megbosszulja Elizabeth halálát, és pisztolyt vesz amivel meg akarja ölni Dolant. A nap nagy részében felesége gyilkosát követi és csak az alkalomra vár. Egyik nap rászánja magát, hogy megöli, de a kínai maffia is épp akkor csap le Dolanra, aki még épp be tud ugrani a Cadillacjébe. A kínaiak szétlövik a Cadillacet de vastag páncélzata miatt egy karcolás sem esik rajta, és testőre végez a kínaiakkal.
Tomnak megjelenik a  felesége szelleme, aki azt tanácsolja  a férfinak, hogy várjon és figyeljen tovább. Dolan sohasem közlekedik autópályán mindig csak országúton. Egyik alkalommal útlezárás van, és feltorlódik a kocsisor, így kiszúrják a mögöttük álló Tomot, aki kocsijával követte őket. Tom megfordul és elhajt, de Dolanék észreveszik és utána mennek. Egy nyilvános WC-ben érik utol Tomot, ahol megverik, és lelkileg megalázzák. Tom egyre inkább az alkoholba fojtja bánatát. Egyik alkalommal Fletcher nyomozó keresi meg és megmutatja neki, hogy megtalálták a halott lányokkal teli kocsit. De Tom azt mondja neki, hogy hagyja az ügyet, mert a nyáron elköltözik és szeretné lezárni életének ezt a szakaszát. Valójában a férfi csak le akarja rázni Fletchert, mert maga akar bosszút állni Dolanen.
Nyárra útépítőmunkásnak szerződik arra az országútra, ahol Dolan szokott közlekedni a kocsijával. A munkafelügyelő először nem is akarja felvenni  a tanárt, de kitartását látva enged neki. Bár figyelmezteti, hogy ez kemény fizikai munka és nyáron rettenetes a hőség, és amennyiben azt látja, hogy nem bírja a munkát elbocsátja. Most már Tom nekiláthat terve megvalósításához, esténként titokban egyedül dolgozik egy elhagyott mellékúton ahol csapdát készít Dolannek. Míg Tom az útépítkezésen dolgozik addig, Dolanék egyre több prostituált lányt csempésznek be az országba. Augusztus végén három napos munkaszüneti nap lesz, és  Tom elérkezettnek látja az időt, hogy méltó bosszút álljon felesége halála miatt. Kimegy az útépítésre és befejezi az utolsó simításokat, elveszi az elterelő táblákat. Dolanék bekapják a horgot és arra a mellékútra hajtanak, melyen Tom felállította a csapdáját. Alig mennek pár száz métert, mikor belezuhannak egy gödörbe, melyet Tom útnak álcázott. Tomnak sietnie kell visszarakni az elterelő táblákat, mielőtt még más kocsik is erre az útra terelődnének. Még éppen időben visszarakja az elterelő táblákat és így az utána jövő kocsik már a jó úton haladnak tovább és nyugodtan foglalkozhat Dolanékkel.

Dolan Cadillacjében sebezhetetlennek érzi magát

 Dolan sofőrje meghalt, míg testőrének Chiefnek eltört a lába. Dolan szerencsésen megúszta, de a szűk gödörből nem tudnak kimászni. Tom építőmunkásnak adja ki magát, aki segíteni jött nekik. Dolanék megörülnek neki, míg beszélgetnek Tom szép lassan lapáttal kezdi betemetni a Cadillacet. Dolannak gyanússá válik az építőmunkás, azok a mondatok amiket mond emlékezteti valakire, később rájön, hogy Tommal van dolga. Először megpróbálja a letekert ablakon át lelőni, de elhibázza. Utána megpróbál könyörögni az életéért, de Tomot ez nem hatja meg és folytatja tovább a kocsi elásását. Dolant idegesíti Chief sírása, ezért fejbe lövi, hogy nyugodtan tudjon gondolkozni. Dolan mindenképpen ki akar szökni, ezért megpróbálkozik a lefizetéssel is, de Tom nem áll kötélnek. Tom lelki terror alatt tartja Dolant, felhívja telefonon és megad neki egy honlapcímet, melyen élőben láthatja Tomot, amint épp földet lapátol a kocsijára.  Miközben a betemetést folytatja Fletcher telefonál Tomnak, hogy olyan bizonyítéka van, amivel végleg börtönbe zárhatják Dolant, de Tom nem árulja el, hogy már elkapta  felesége gyilkosát. Közben Dolannak sikerül kinyitnia a kocsi tetőablakát és megpróbálja lelőni Tomot, de elhibázza, Tomnak sikerül a markolóval visszakényszeríteni a kocsiba. Miután élve eltemette a férfit, visszahelyezi az út burkolatát is.
|  | Itt a vége a cselekmény részletezésének! |

## Filmzene
- "Hold On"

Írta: Joey Carbone 

Előadja: Crystal Kay